# 황오동
황오동(皇吾洞, Hwango-dong)은 경상북도 경주시의 행정동이다. 법정동인 황오동, 성동동이 관할하고 있다. 국도 제4호선(태종·월성·천군로)과 국도 제7호선(원화·월성로), 화랑로, 원효로, 봉황로, 양정로의 연결되는 교통의 중심지이다.

## 유래
신라왕궁의 부근에 있다고 하여 황촌이라는 명칭과 동경잡기의 6방중 5번째 방이라는 의미의 황오방이 합성되어 황오라고 칭하게 된다.

## 연혁
- 1931년에 경상북도 경주읍 황오리, 성동리가 됨.
- 1955년에 경주군 경주읍이 경주시로 승격되면서 황오동, 성동동이 되었다.
- 2009년 1월 5일에 경주시 행정동이 관할되면서 황오동과 성동동이 합쳐져, 황오동이 되었다.

## 법정동
- 성동동(城東洞): 황오동 행정복지센터 소재지
- 황오동(皇吾洞)

## 주요 시설
- 경주세무서

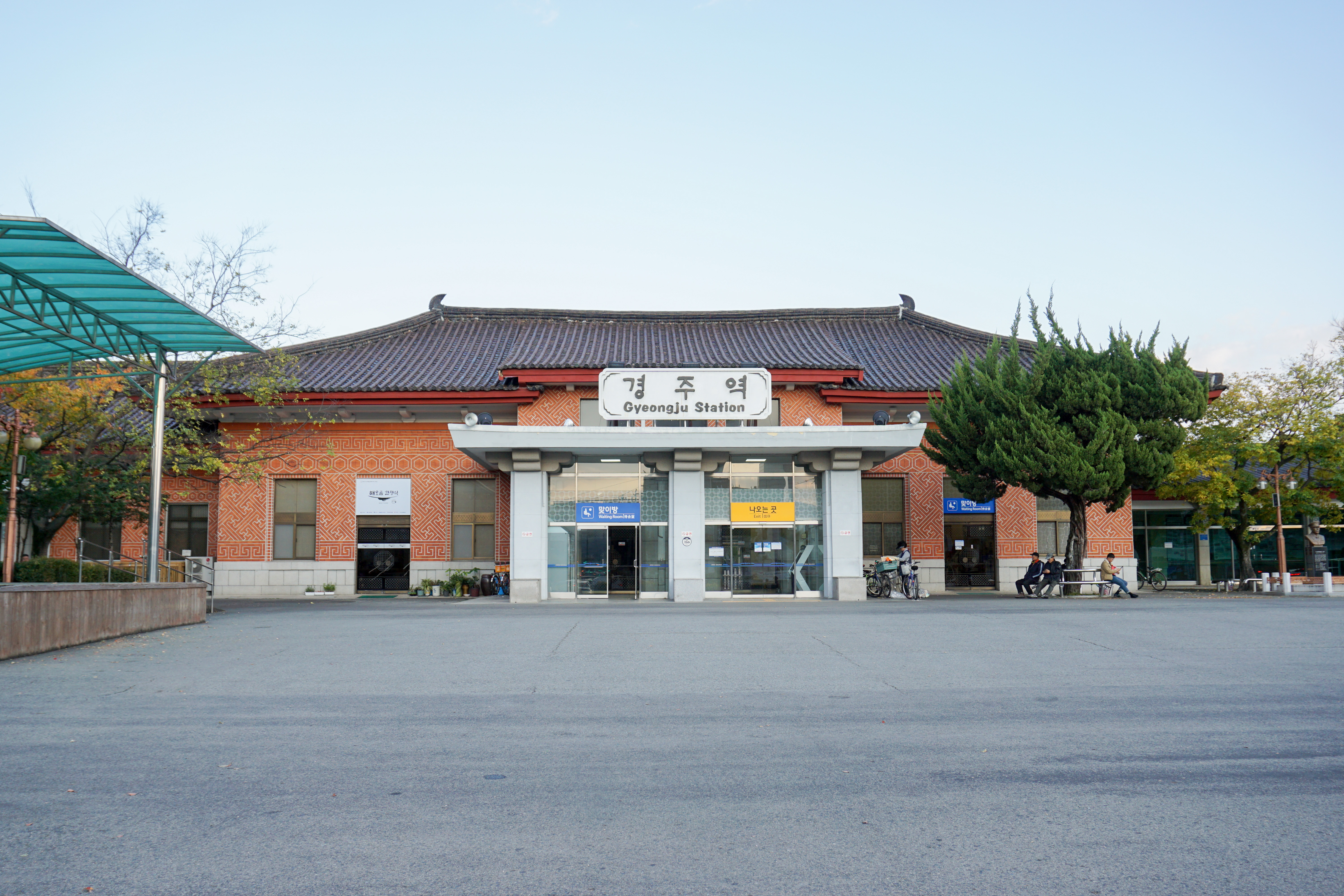
구 경주역

- 구 경주역 - 2021년 폐역 후 시내버스 정류장명은 "경주성동시장"으로 변경
- 경주성동시장
- 경주경찰서 역전지구대
- KT 경주지점
- 예비군중대
- 경주소방서 황오119안전센터
- 경주우체국
- 한국농어촌공사
- 하나은행 경주지점
- 서라벌신협
- 성동새마을금고
- 농협 성동지점
- 하나은행 경주중앙지점
- 축산농협 역지점
- 수협 성동지점
- 중소기업은행 경주지점
- 경주농협 동부지점
- 우성새마을금고
- 예한울저축은행

## 교육
- 경주중학교
- 경주고등학교
- 경주중앙직업전문학교

## 명소

성동시장

- 황오동삼층석탑
- 경주읍성
- 경주 황오리 고분군
- 황리단길

## 연계 교통

### 열차
| 철도망                  | 철도망 | 철도망 | 철도망 | 철도망 | 철도망 | 철도망 |
| 중앙선, 동해선 (경주역) |        |        |        |        |        |        |
| ----------------------- | ------ | ------ | ------ | ------ | ------ | ------ |

### 간선 도로
| 구분 | 도로 이름 |
| ---- | --- |
| 로   | 계림로, 동성로, 북문로, 북성로, 북정로, 알천남로, 양정로, 원화로 (국도 제7호선), 원효로, 임해로, 태종로 (국도 제4호선), 화랑로, 동문로 |
| 길   | 쪽샘길 |

## 같이 보기
- 경주시의 행정 구역
- 대한민국의 행정 구역